# 忘れもの
「忘れもの」（わすれもの）は、2008年5月21日に発売された堺正章のシングル。

## 解説
自身主演のフジテレビ・関西テレビ系火曜10時枠ドラマ『無理な恋愛』の主題歌。約15年ぶりのシングルとなり、ドラマ主題歌は日本テレビ系ドラマ『キッド』の主題歌となった「メリーゴーラウンド」以来、27年ぶりとなる。作詞はAKB48の総合プロデューサーである秋元康が担当している。 
カップリング曲の「サイケなハート」は『無理な恋愛』の中で堺が演じる立木正午が組んでいたGSバンド、ザ・レインドロップスの代表曲の一つという設定のため、ザ・レインドロップス名義となっている。また同曲には、ドラマで共演しているムッシュかまやつがコーラスで参加している。なお、若手俳優ユニット・PureBOYSも2008年6月25日発売のセカンドシングルで同曲をカヴァーしている。
このシングルは「街の灯り」が20位(1973年10月8日付)を記録して以来、34年ぶりに20位以内にランクインし、久々のヒットとなった。（オリコン調べ）

## 収録曲
- 両楽曲共に、作詞：秋元康

1. 忘れもの / 堺正章（3分41秒）
作曲：Gajin／編曲：清水信之
2. サイケなハート / ザ・レインドロップス（3分17秒）
作曲・編曲：後藤次利
3. 忘れもの（オリジナル・カラオケ）
4. サイケなハート（オリジナル・カラオケ）